# Søren Asmussen

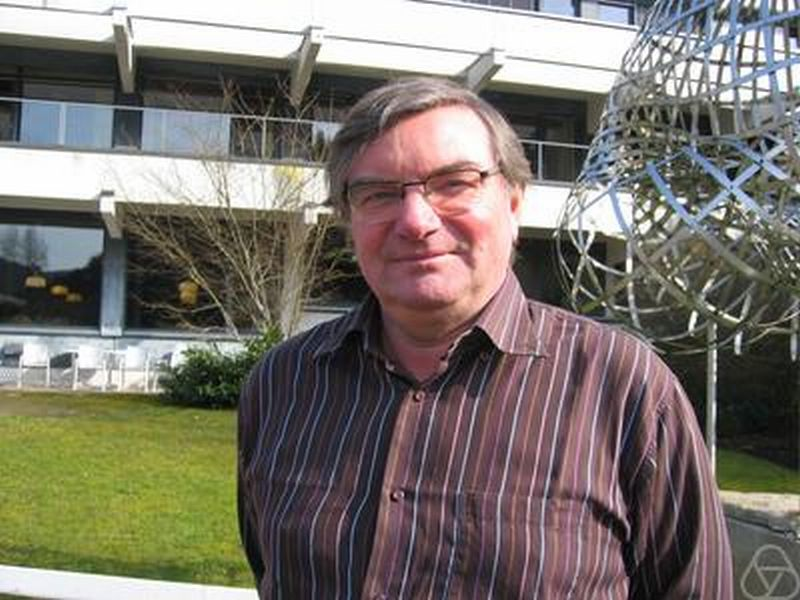
Søren Asmussen beim Mathematischen Forschungsinstitut Oberwolfach (2007)

Søren Asmussen (* 29. September 1946) ist ein dänischer Mathematiker und Hochschullehrer, der sich mit Wahrscheinlichkeitstheorie befasst.

## Leben
Asmussen erhielt 1973 seinen Kandidatenabschluss in Mathematik und 1974 in Statistik an der Universität Kopenhagen, an der er 1977 bei Søren Glud Johansen über Verzweigungsprozesse promoviert wurde (Lizenziat). Er war an der Universität Kopenhagen ab 1978 Lektor, lehrte 1987 bis 1995 am Ålborg Universitetscenter, war ab 1995 Professor für Mathematische Statistik der Universität Lund und ist seit 2003 Professor für Angewandte Wahrscheinlichkeitstheorie an der Universität Aarhus.
2010 erhielt er mit Peter W. Glynn den John-von-Neumann-Theorie-Preis für herausragende Beiträge zur Angewandten Wahrscheinlichkeitstheorie und stochastischen Simulation. 2011 erhielt er die Goldmedaille des Sobolew-Instituts der Sibirischen Abteilung der Russischen Akademie der Wissenschaften.
Er befasste sich mit Simulation, Risikotheorie bei Versicherungen, Finanzmathematik, Warteschlangentheorie.
Er war Gastprofessor am Technion, der University of California, Santa Barbara (1988), der Technischen Hochschule Chalmers in Göteborg und Gastwissenschaftler an der Cornell University, der Australian National University und der Stanford University.
Er ist Ehrendoktor der Heriot-Watt University.

## Schriften
- Applied probability and queues. Springer 1987, 2003.
- mit H. Hering: Branching Processes. Birkhäuser 1983.
- Measure-theoretic foundations of probability theory in Polish spaces. Institute of Mathematical Statistics, Universität Kopenhagen, 2. Auflage 1987.
- Ruin Probabilities. World Scientific 2001; 2. Auflage mit Hansjörg Albrecher 2010.
- mit Peter W. Glynn: Stochastic simulation: algorithms and analysis. Springer Verlag 2007.